# Huskvarna
Huskvarna je bývalé město v obci Jönköping a stejnojmenném kraji ve Švédsku, v historické provincii Småland. Nachází se na břehu jezera Vättern, v jeho jižním cípu. Původně byla Huskvarna samostatnou obcí. Od 50. let 20. století však její zastavěné území srostlo se sousedním krajským městem Jönköpingem a v roce 1971 k němu bylo administrativně připojeno. Vzhledem k souvislé zástavbě se ani nepovažuje za samostatnou městskou oblast (tätort). Do roku 1906 se název města psal starším švédským pravopisem Husqvarna.